# Regin

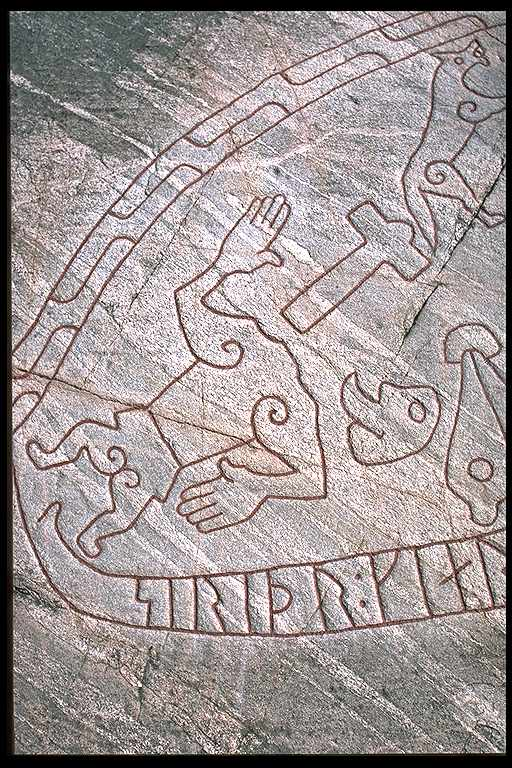
A lefejezett Regin a Ramsund faragványon

Az északi mitológiában Reginn (ó-norvégul: ᚱᛁᚼᛁᚾ/ᚱᛁᚽᛁᚿ [ˈreɣenː]; gyakran Regin vagy Regan néven anglicizálva) Hreidmar fia és Szigurd nevelőapja. Testvérei Fáfnir és Ótr.

## Megjelenések

### Völsunga saga
Amikor Loki tévedésből megöli Ótrot, Hreidmar azt követeli, hogy fizesse vissza a pénzt annyi arannyal, amennyi Ótr bőrének megtöltéséhez és külső beborításához szükséges. Loki elveszi ezt az aranyat a törpe Andvaritól, aki megátkozza azt és különösen az Andvaranaut nevű gyűrűt . Fáfnir megöli apját ezért az aranyért, de végül kapzsi féreggé vagy sárkánnyá válik. Reginn nem kap az aranyból, de a király kovácsa és Szigurd nevelőapja lesz, akit számos nyelvre, valamint sportra, sakkra és rúnákra tanítja.
Reginn minden bölcsességgel és ügyességgel rendelkezett. Két testvére közül ő tudta megmunkálni a vasat, valamint az ezüstöt és az aranyat, és sok szép és hasznos dolgot készített. Míg Szigurd Reginnel él, Reginn kikezdi Szigurd tiszteletét a királyságban. Azt mondja Szigurdnak, hogy kérjen egy lovat. Szigurd egy öregembertől kér tanácsot az erdőben, és az öregember megmutatja neki, hogyan szerezhet egy lovat, amely Szleipnir, Odin nyolclábú lovának leszármazottja. Reginn továbbra is ingerli Szigurdt, ezúttal Reginn testvérének, Fáfnirnak a megölésére. Felajánlja, hogy kardot készít Szigurdnak, de Szigurd minden kardot eltörött, amit Reginn kovácsolt neki, amikor egy üllőre csapott. Szigurd visszaszerzi apja, Sigmund kardjának, Gramnak a törött darabjait, és elviszi azokat Reginnnek. Reginn megjavítja a kardot, és visszaadja Szigurdnak. Amikor Szigurd ismét próbára teszi a pengét az üllőre ütve, az üllő ezúttal az aljáig hasad, és amikor Szigurd egy darab gyapjút tesz a patakba, a gyapjút a kardnak nyomó áramlás elég volt ahhoz, hogy a penge kettévágja azt. Szigurd végül nagyon elégedett Reginn megjavított fegyverével.
Miután Gram segítségével megölte Fáfnirt, Szigurd visszatér, hogy megkérdezze Reginnt, mit tegyen. Reginn azt az utasítást adja neki, hogy süsse meg a testvére szívét, és hagyja, hogy megegye. Miközben a sárkány szívéből habzik a lé, Szigurd az ujjával teszteli, hogy kész van-e a sütés. Ahogy a vér a nyelvéhez ér, Szigurd megérti a madarak beszédét, akik figyelmeztetik, hogy Reginn meg akarja ölni. Mielőtt hagyná, hogy ez megtörténjen, Szigurd előbb megragadja Gramot, és levágja Reginn fejét.

### Þiðreks saga
A norvég Þiðreks saga egy kissé eltérő történetet mesél el, amelyben Reginn a sárkány, Mimir pedig a testvére és Szigurd nevelőapja.

## Reginn a törpe
A 13. századi Verses Edda (Völuspá 12) a Dvergatalban Reginnt dvergr (törpe) néven említi.
A Verses Edda (Reginsmál, más néven Szigurdarkviða Fáfnisbana Önnur) hősi mondásai között szerepel:

„
Reginn, Hreidmar fia ... a legügyesebb ember volt, és egy nagydarab Dvergr. Bölcs volt, sötét, és jártas a mágiában.

Reginn .. var hverjum manni hagari ok dvergr of vöxt. Hann var vitr, grimmr, ok fjölkunnigr.”

A Prózai Edda (Skáldskaparmál 46) Reginn apját Hreidmarnak, testvéreit pedig Fáfnirnak és Ótrnak nevezi.

## Modern hatás

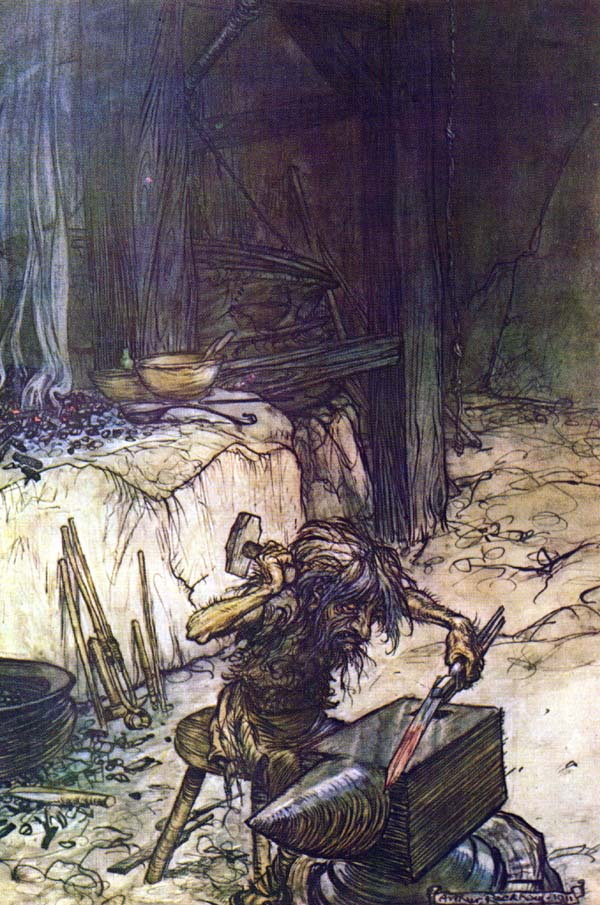
Mime (Reginn), Arthur Rackham alkotása.

Richard Wagner A Nibelung gyűrűje című operaciklusában Reginn szerepét a nibelung törpe, Mime játssza, aki Alberich (a nibelung, aki az átkozott gyűrűt a Rajnai aranyból kovácsolta) testvére. A valószínűleg a Þiðrekssaga által inspirált névváltoztatástól eltekintve a Siegfriedben Reginn, Szigurd és Fáfnir története szorosan követi az Edda szövegét. Ebben a változatban azonban Mime nem képes újra kovácsolni a Nothung kardot, mivel erre csak az képes, aki nem ismeri a félelmet - mint Siegfried.
Reginn a Fire Emblem Heroes videójáték V. könyvének főszereplőjeként is megjelenik, bár nem férfiként, hanem női törpeként. Megan Shipman hangján szólal meg.

## Fordítás
Ez a szócikk részben vagy egészben  a   Regin című angol Wikipédia-szócikk ezen változatának fordításán alapul.  Az eredeti cikk szerkesztőit annak laptörténete sorolja fel. Ez a jelzés csupán a megfogalmazás eredetét és a szerzői jogokat jelzi, nem szolgál a cikkben szereplő információk forrásmegjelöléseként.